# أتاك ذا بلوك (فلم)
أتاك ذا بلوك (بالإنجليزية: Attack the Block) هو فيلم حركة ورعب وكوميديا وخيال علمي تم إنتاجه في المملكة المتحدة، صدر سنة 2011، بطولة جون بويغا وجودي ويتاكر ونيك فروست.

## القصة
عصابة من المراهقين تجد نفسها في مواجهة مخلوقات فضائية.

## الميزانية والإيرادات
كلف الفيلم 8 ملايين جنيه إسترليني، وحقق أرباح تقدر بـ 4.1 مليون جنيه إسترليني.

## وصلات خارجية
- مقالات تستعمل روابط فنية بلا صلة مع ويكي بيانات